# سكري كامن ذاتي المناعة لدى الكبار
داء السكري الكامن ذاتي المناعة لدى الكبار هو شكل من أشكال سكري النوع الأول يحدث في مرحلة البلوغ (على عكس الشكل التقليدي لسكري النوع الأول) ويكون حدوثه أكثر بطئا وأحيانا يُشخص المرضي المصابين به في البداية بشكل غير صحيح على أنهم مصابون بسكري النوع الثاني بالنظر إلى إلى أعمارهم، خاصة إذا كان هناك عوامل خطر تزيد من احتمالية الإصابة بسكري النوع الثاني مثل التاريخ العائلي الطبي أو السمنة.
يعتمد تشخيص داء السكري الكامن ذاتي المناعة لدى الكبار عادة على فرط سكر الدم وتكون انطباع سريري بأن سبب هذا الارتفاع في سكر الدم هو فشل جزر لانغرهانس وليس مقاومة الإنسولين؛ وذلك بالكشف عن نقص في ببتيد سي وارتفاع في الأجسام المضادة لجزر لانغرهانس، ويمكن علاج داء السكري الكامن ذاتي المناعة لدى الكبار في البداية باستخدام خافضات سكر الدم لفترة معينة من الزمن، وبعد ذلك يكون العلاج بالإنسولين ضروريًا، بجانب المراقبة الطويلة المدى لمضاعفات السكري.
ظهر مفهوم داء السكري الكامن ذاتي المناعة لدى الكبار لأول مرة في عام 1993، علي الرغم من أن لجنة الخبراء المعنية بتشخيص وتصنيف مرض السكري لا تعترف بالمصطلح، ولكنها تضمنه تحت التعريف القياسي لسكري النوع الأول.

## العلامات والأعراض
تتشابه أعراض داء السكري الكامن ذاتي المناعة لدى الكبار مع أشكال السكري الأخرى: العطاش (العطش الشديد والشرب المتكرر)، بوال (تكرار التبول)، وأحيانا عدم وضوح رؤية العين. إلا أنه بالمقارنةً مع سكري النوع الأول، فإن أعراض داء السكري الكامن ذاتي المناعة لدى الكبار تتطور بشكل أكثر بطئا، على مدى فترة لا تقل عن ستة أشهر.

## التشخيص
تشير التقديرات إلى أن أكثر من 50% من الأشخاص الذين تم تشخيصهم على أنهم مصابون بسكري النوع الثاني غير المرتبط بالسمنة قد يكونوا مصابين بالفعل بداء السكري الكامن ذاتي المناعة لدى الكبار، وأنه يجب إجراء فحص الأجسام المضادة لحمض الجلوتاميك ديكربوكسيلاز، والأجسام المضادة لخلايا جزيرة لانغرهانس، والأجسام المضادة المرتبطة بالورم الجزيري لجميع البالغين الذين لا يعانون من السمنة والذين يتم تشخيصهم بمرض السكري.

## التعامل معه
يشخص حوالي 80% من مرضى داء السكري الكامن ذاتي المناعة لدى الكبار في بداية الأمر على أنهم مصابين بسكري النوع الثاني، وسيعتمدون على الإنسولين خلال فترة من 3 إلى 15 عامًا (وفقًا للمصادر المختلفة).
يتمثل علاج سكري النوع الأول/داء السكري الكامن ذاتي المناعة لدى الكبار في الإنسولين الخارجي، كمحاولة للسيطرة على مستويات الجلوكوز في الدم، بجانب منع المزيد من تدمير خلايا بيتا المتبقية، وتقليل احتمال حدوث مضاعفات السكري، وتقليل الوفاة بسبب الحماض الكيتوني السكري، وعلى الرغم من أن داء السكري الكامن ذاتي المناعة لدى الكبار قد يبدو في البداية أنه يستجيب للعلاج المستخدم في سكري النوع الثاني (تغيير نمط الحياة وتناول خافضات سكر الدم)، فإن ذلك لن يوقف أو يُبطئ من زيادة تدمير خلايا بيتا، وسيحتاج الأشخاص المصابين بداء السكري الكامن ذاتي المناعة لدى الكبار إلى الإنسولين في نهاية الأمر.